# Макаллистер, Карлос
Карлос Хавьер Макаллистер (исп. Carlos Javier Mac Allister; родился 6 марта 1968 года, Пергамино, Аргентина) — аргентинский футболист и политик, защитник сборной Аргентины.

## Биография
Карлос Хавьер Макаллистер родился 6 марта 1968 года в Аргентине, в городе Пергамино. В профессиональном футболе дебютировал в 1986 году за команду «Архентинос Хуниорс». 9 августа 1992 года игрок был приобретён футбольным клубом «Бока Хуниорс», в составе команды стал победителем Апертуры-1992. В 1993 году Макаллистер стал обладателем Золотого кубка, в финальной серии из двух матчей забив единственный мяч в ворота «Атлетико Минейро».
В 1993 году сыграл три матча за сборную команду Аргентины — два матча в отборе к чемпионату мира 1994 года против команды Австралии и один товарищеский матч против Германии.
С 1996 по 1998 год выступал за команду «Расинг», с 1998 по 1999 год — за «Феррокарриль Оэсте». В 1999 году завершил карьеру игрока.
В 1998 году вместе с братом Карлосом Патрисио Макаллистер основал молодёжный футбольный клуб «Спортивный клуб Макаллистер». В 5 километрах от города Санта-Роса они выкупили землю площадью 4 гектара и построили футбольную школу.
С 10 декабря 2013 года по 10 декабря 2015 года Макаллистер был депутатом нижней палаты Национального конгресса Аргентины. С 10 декабря 2015 года работает в Министерстве образования и спорта Аргентины.
У Карлоса трое сыновей-футболистов: Кевин (защитник, род. 1997), Франсис (полузащитник, род. 1995) и Алексис (полузащитник, род. 1998). Последний стал чемпионом мира 2022 года в составе сборной Аргентины.